# Rivière Robin
Rivière Robin är ett vattendrag i Kanada.   Det ligger i provinsen Québec, i den sydöstra delen av landet, 400 km norr om huvudstaden Ottawa.
I omgivningarna runt Rivière Robin växer i huvudsak blandskog. Trakten runt Rivière Robin är nära nog obefolkad, med mindre än två invånare per kvadratkilometer.